# モアイ (グラディウス)
モアイは、コナミ（→コナミデジタルエンタテインメント）のシューティングゲーム「グラディウスシリーズ」に登場する架空のキャラクター。外見はチリ領イースター島にある実在のモアイと同様の細長い顔形の像である。
グラディウスシリーズ以外にもコナミ作品には数多く登場している。

## 概要
実在のモアイ像に似た形状の架空の遺跡もしくは兵器のキャラクターである。
『グラディウス』（以下、初代）のステージ3において初登場。砲台タイプの敵キャラクターで、口からイオンリング（イオン砲）と呼ばれる輪状の破壊可能な弾を自機の方向に発射し攻撃してくる。口の部分は同時に弱点ともなっており、開いている間に攻撃することで破壊できる。また、初代ではモアイ自身の向きが変化しないため背後に弾を発射できない死角があったが、『グラディウスII -GOFERの野望-』では、「怒り」状態となり自機の方向に回転して激しい攻撃を仕掛けてくる。これらの特徴は後のシリーズに登場する際にも受け継がれた。
同シリーズでの設定では、初代では宇宙空間上にあった古代のモアイ遺跡が敵である「バクテリアン」によって砲台へと改造されたもので、以降のシリーズでは一種の擬似生命体として表現されるようになった。実在のモアイとの関連は明らかにされていないが、シリーズのBGMの曲名には"The Old Stone Age"（『II』）、"Easter Stone"（『III』）、"Dance of Middle Easterners"（『ゴーファーの野望 エピソードII』）などイースター島との関係を強く示唆している。
以降のシリーズ作品では、モアイは様々なバリエーションが登場（『グラディウスV』は未登場）し、派生作品である『沙羅曼蛇』『パロディウス』各シリーズや、「グラディウスシリーズ」以外のコナミ作品にも数多く登場しており、登場作品の一つでは主人公を務めるなどコナミを象徴するキャラクターの一つとなった。
これらの作品にモアイが登場しているのは、当時コナミに在籍し同社のゲームBGMを数多く担当した佐々木嘉則が、非常にモアイに似た風貌であり「モアイ佐々木」の名前で活動していたことがきっかけとされている。

## グラディウスシリーズでのモアイ
耐久力は作品ごとにまちまちだが、大抵ショット1発で破壊可能になっている。
グラディウス（コンシューマへの移植）
ファミリーコンピュータ（以下、FC）版、MSX版ともにステージ3に登場。ハードの特性上上下スクロールはできない。FC版では一定の条件でワープが可能だが、ワープゾーン内では回転するモアイが障害物として登場する。
グラディウスII
ステージ5後半になると自機に向かって振り返る「怒りモアイ」が登場。ボス戦前には、跳ねながらイオンリングを撒き散らす「ホッピングモアイ」が登場する。FC版はステージ4での登場となっており、ホッピングモアイの代わりに巨大な「ジャンピングモアイ」1体が中ボスとして登場する。
グラディウスIII
ステージ5に登場。この作品のモアイは耐久力があり、数発打ち込まないと破壊できない。モアイを設置しながら飛行する「ローリングモアイ」、トーテムポールのように縦に連なった「トーテムモアイ」と、さらにバリエーションが増えた。この作品でのイオンリングはシールドを貫通するため、いかなる状態でも触れれば即死である。SFC版ではステージ4の登場だが、AC版に比べ一回り小さく、また「ローリングモアイ」に替わりAC版に登場しなかった「怒りモアイ」が登場する。
グラディウス外伝
ステージ4に登場。追尾型の小型モアイを放出する「マザーモアイ」、目からレーザービームを照射する「レーザーモアイ」、「トーテムモアイ」の横バージョン「モアイピラー」が登場した。この作品のモアイステージは下への引力が働いているのか、破壊すると口の部分が崩壊し沈黙するが、逆さのモアイは破壊されると上顎部が落下してくる。特に「レーザーモアイ」は攻撃が止まるまでにタイムラグがあるため、この特性により攻撃方向が変わり思わぬ攻撃を受けることがある。
グラディウスIV -復活-
ステージ5に登場。従来よりも一回り小さくなった。壁のような地形に縦に貼り付けられたモアイのほか、破壊しても一定時間で再生する青色のモアイ、「モアイЯ」が登場する。
ゴーファーの野望 エピソードII
ステージ5に登場。改造途中という設定のため、モアイは内部メカが露出している。
グラディウス リバース
ステージ3に登場。ステージ後半に、風車のように回転する3体もしくは4体で１グループを構成するモアイが出現。ボスの前座ではモアイが自機の周りを旋回するように編隊を組み攻撃してくる。ボス戦では弱点が移動しているときに電撃が放たれ、その位置にモアイが出現する。破壊可能で一定時間たつと引っ込む。
ネメシス
ステージ3に登場。ゲームボーイの性能上、画面に対してサイズが大きく、また上下スクロールも無いためステージに登場するモアイは全て破壊可能である。
グラディウスジェネレーション
ステージ5に登場。ステージ後半では破壊されても再生するモアイが、またボス直前には「ビッグモアイ」のような巨大なモアイが出現、一定間隔で口から巨大な泡を放出する。この泡の中には極小のモアイの大群が含まれており、泡を破壊すると自機目掛けて突っ込んでくる。高次周ほど危険性が増す。
グラディウスNEO/グラディウスNEO -IMPERIAL-
NEOのステージ2、IMPERIALではステージ4がモアイステージとなっているが。モアイ自体は攻撃して来ない単なる地形である。
沙羅曼蛇/ライフフォース
最終ステージのみの登場。動きは『II』の「ホッピングモアイ」に近い。FC版沙羅曼蛇では通常型のモアイが登場、イオンリングは壁に当たると反射する。『沙羅曼蛇』最終ステージに登場する「アイアンメイデン」は『ライフフォース』では小型のモアイの姿に差し替えられている。
沙羅曼蛇2
同じく最終ステージのみの登場。建造物の装甲を破壊すると、一定確率で中に入っていることがある。イオンリングは自機狙いではなく、周囲へ放射状に撒き散らす。
コズミックウォーズ
1プレイヤー側のコンピュータの思考中アニメーションとして登場する（2プレイヤー側はゴーレム）。
パロディウスシリーズ
本シリーズではグラディウスシリーズよりもさらに擬人化されたキャラクターとなっており、各作品ごとに様々なアレンジがされている。空中戦では小型化されたカプセル編隊「フライングモアイ」がシリーズを通して登場するのをはじめ、『パロディウスだ! 〜神話からお笑いへ〜』ステージ5で登場した「モアイ戦艦」と呼ばれる大型戦艦は『極上パロディウス 〜過去の栄光を求めて〜』でも乱入ステージとして再戦を挑んでくる。さらにどちらのステージのBGMも『グラディウスII』ステージ5のBGM"The Old Stone Age"のアレンジを用いて曲を締めている。「モアイ戦艦」はその後の作品でも『セクシーパロディウス』ではスペシャルステージに小型バージョンのミニモアイ戦艦が登場したり、『実況おしゃべりパロディウス』で自機との直接対決は無いもののアクシデントステージに登場したりする。
『実況おしゃべりパロディウス』のステージ2後半では『ときめきメモリアル』のキャラクターをあしらったモアイ（のハリボテ）が登場、ハート型イオンリングで攻撃してくる他、SFC版『パロディウスだ!』のおまけステージにも登場する。
『セクシーパロディウス』では竜宮ステージの依頼人として、語尾に「～モアイ」と付けて話すモアイが登場する。
『パロウォーズ』ではピグムーモーリ-モアイ族によって統治されたモアイ諸島首長国が登場、プレイヤーの自国として選択可能。
オトメディウス、オトメディウスG
アーケード版稼動開始時よりイースター島ステージの存在が告知されており登場が予定されていたが、それに先んじて2009年4月1日に移植版である『オトメディウスG』のダウンロードコンテンツの追加ステージで登場。前半部は従来のモアイステージがベースだが、後半は『グラディウス2』のステージ1（巨像惑星）をモチーフにしている。同ステージに登場するモアイはカラーリング毎に耐久力と放たれる「イオンリング」の数が異なり、色が濃くなるほど強くなる。
OVA版『沙羅曼蛇』
スペースオベリスクという名称で登場。このシリーズではバクテリアンを寄せ付けない結界の要として設定されており、侵入したバクテリアンに対してもチャクラム状のイオンリングを射出し自立的に攻撃を行うなど本編とは異なる独自設定である。

### 雑魚級モアイ
モアイおよび『IV』でノーマルモアイとされているもの以外のバリエーションを記述する。
ジャンピングモアイ（通称）
『沙羅曼蛇』ステージ6のモアイ。ジャンパーと同じく壁からジャンプしてくるモアイ。
怒りモアイ（通称）
AC版『II』ステージ5（FC版はステージ4）初出。紅く変色し通常の砲台のように自機に向って回頭し攻撃するモアイ。通常型に比べ吐くイオンリングが多いが、必ず自機に口を向けてくるため対処しやすい。なお怒りモアイとは便宜上付けられた名称で、資料によっては通常型モアイと区別されていない場合がある。また作品によっては色の区別がなされていない。FC版『沙羅曼蛇』にもステージ6に一体だけ登場する。『リバース』ステージ3のボスが召喚するモアイはこのタイプ。
『IV』はモアイR、『外伝』ではアングリーモアイという名称になっている。
プチモアイ
『II』ステージ5のボス、「ボスモアイ」の口から射出される超小型モアイ。口から「プチイオンリング」を撃ちつつしつこく自機に追尾してくる。サイズ故他の雑魚戦闘機と同じく一発で撃破できるが、一度に数機同時に出現するためオプションが無い状態では囲まれてしまうことが多い。
AC版『III』ステージ5の中ボス「ドガス」の口から射出されるがこちらは「ドガス」の周りを高速で旋回しプチリングを撃ってくる。
『外伝』ステージ4に登場する「マザーモアイ」から射出される。
ローリングモアイ
AC版『III』ステージ5に登場。回転しながら「モアイ」を産み落とす。破壊不可。
トーテムモアイ
AC版『III』ステージ5（SFC版はステージ4）後半に出現するトーテムポール状のモアイ。一つのブロックに4基のモアイが回転し攻撃を仕掛けてくる、4基のモアイを破壊すると1ブロック消滅する。進路を塞いでいる所では、1ブロックは必ず破壊しなければならない。SFC版はAC版に比べて一回り小さいが、その分画面に表示されるモアイの数が増えている。
『ワイワイワールド2』モアイ遺跡ステージにも登場。こちらはモアイではなく替わりに「えびす丸」の顔面像になっている。
『がんばれゴエモン3 獅子重禄兵衛のからくり卍固め』の激震インパクトステージに特徴が同じで能面に置き換えた敵キャラがいる。
遠隔操作爆雷 グローム
AC版『III』ステージ5のボス「ヴァイフ」より射出される超小型モアイ。外見は「プチモアイ」だが、弾は撃ってこない。しかし耐久力が高く、高速で自機を追尾してくる。また撃つと膨張し逃げ場が無くなってしまう強敵（特にアーケード版およびPS2版の難易度ノーマル以上では、破裂する瞬間に当たり判定が見た目の2倍以上まで広がる）。
SFC版ではステージ4のボス「TWINヴァイフ」より射出されるが、名称こそ「グローム」だが実体は「プチモアイ」そのものである。
モアイЯ
『IV』ステージ5後半に登場。破壊されても復活する不死身のモアイ。紫と藍色の二種類存在し、自機に向って向きを変えるタイプは藍色である。『ジェネレーション』ステージ5にも、同様に復活するモアイが登場するが、こちらの色は赤。
マザーモアイ
『外伝』ステージ4前半に登場するモアイ。他のモアイに比べて大型で、口から「プチモアイ」を射出する。全て大型だが、全てサイズが異なり、それに伴い射出される「プチモアイ」も射出する「マザーモアイ」のサイズに比例する
レーザーモアイ
『外伝』ステージ4後半に登場する目からレーザー砲を照射してくる青いモアイ。レーザーはバリアーの有無に関わらず被弾したら即死。レーザー発射体制になったら、撃破されても照射終了まで中断することは無い。そのため撃破と同時に上昇しレーザーに打ち落とされるケースが多い。
モアイビラー
『外伝』ステージ4後半に登場するモアイ。『III』の「トーテムモアイ」を横向きにしたモアイで、その形状ゆえ上方か下方への攻撃手段が無い状態では撃破は困難。また1ブロック全てのモアイを沈黙させてもブロックは消滅しない。
ビックモアイ（仮称）
『ジェネレーション』ステージ5後半に登場する超大型モアイ。口から「プチモアイ」が封入された泡を射出してくるが耐久力は低く、大型ゆえに複数同時に現れない。
風車モアイ（仮称）
『リバース』ステージ3後半に登場。小さな岩塊に2~4基のモアイが鎮座し回転する。全てのモアイを破壊すると岩塊ごと消滅する。
フライングモアイ
『パロディウスシリーズ』を通して出現するカプセル編隊。「グラディウスシリーズ」における「ファン」や「ベルベルム」に相当し、編隊を殲滅するとカプセルが出現する。攻撃はプチリングの他通常弾で攻撃してくる。
チューイングモアイ
『パロディウスだ』ステージ1に出現。ジャンパーに相当する雑魚。
モアイツインズ
『オトメディウスG』イースター島ステージに登場。コア（モバイル･アイゴール）に2体のゴーファー姉妹をあしらったモアイが装着し、回転しながら口からレーザーを照射してくる。レーザーには射程があり、一定距離以上はレーザは届かないが回転速度が速く、また狭い坑道内に設置されている事もあり、他のモアイや雑魚から挟撃を食らう事もある、モアイそのものは破壊不可能であるが、コアを破壊する事でモアイもろとも破壊できる、しかしコアの耐久力は高い。

### ボス級のモアイ
ビッグモアイ
『II』ステージ5（FC版ではステージ4）のボス。画面の上下、右に配置された巨大なモアイで、口から小型のモアイ群を放出して攻撃する。
ホッピングモアイ
AC版『II』ステージ5の中ボス。四体同時に出現。ジャンパーと同じ動きをしつつ大量のイオンリングを乱射する。
ジャンピングモアイ
FC版『II』ステージ4の中ボス。AC版のホッピングモアイに替わって登場。一体のみの登場だが、ビックモアイに次ぐ大型で、その巨体に似合わず高速で飛び回りイオンリングを乱射する。
ドガス
『III』ステージ5の中ボス。画面上を動き回りながら、周囲を回る小型のモアイを次々と吐き出す。元ネタはMSX版「パロディウス」のビッグペンギン。
ヴァイフ
同じく『III』ステージ5のボス。上下に3体ずつ合計6体のモアイ像からなる敵で、口から小型モアイ「グローム」を吐き出す。
TWINヴァイフ
SFC版『III』ステージ4のボス。数は6体から2体に減ったが、攻撃を加えると反撃で地震を起こし、天井から岩を落としてくる。また、グロームは膨張しなくなった。
モアイディメンション
『外伝』ステージ4のボス。四方の壁からモアイの顔だけが出現し、部屋全体を回転させながら巨大なイオンリングを放出する。回転が止まると、いくつものイオンリングが連なり自機を追尾してくる。1周目では2体のみだが、2周目以降は4体に増え、更に攻撃が激しくなる。
アー&ムー
『IV』ステージ5のボス。出で立ちはTWINヴァイフに近く、カラーリングは水色主体。6体の小型モアイを操り、従来のモアイボスとは一線を画する多彩な攻撃手段で攻めてくる。また、小型モアイの攻撃中もアー&ムーがイオンリングで攻撃してくる。
アーマード・セイント
『ゴーファーの野望EP2』ステージ5のボス。後部の機械が露出しているモアイの頭部で、同様に機械が露出している中型モアイを射出してくる。
ドガルテス
『グラディウスジェネレーション』ステージ5のボス。従来のモアイと違って完全な機械型のボス。3体で行動しているが、上下の2体は地面（天井）に一旦埋まった後、破壊可能な2本の足を装着して前進を始める。
クリスタルモアイ
『グラディウスNEO』ステージ2及び『グラディウスNEO -IMPERIAL-』ステージ4のボス。名称のようにクリスタル状のモアイで、内部にあるコアが透けて見える。攻撃は口内にあるコアからであるが、コアの色によって攻撃法が異なる（黄：イオンリング、青：極太レーザー、緑：体当たり、銀：通常弾）。
モアイ・オーブ
『グラディウスリバース』ステージ3のボス。巨大なモアイの額にあるコアが弱点であり本体。壁を反射しながらモアイを召喚する電撃を放つ。一定時間後、額に戻りレーザーを乱射してくる。なお撃破時に断末魔を叫ぶ。アルカノイドのDohと酷似している。
巨大モアイ
『パロディウス』第一惑星 ウル星の中ボス。口や鼻から泡状の弾を撃ってくるが、破壊可能である。弱点は鼻。
よしこ＆よしお
「よしこ」は『パロディウスだ！』及び『極上パロディウス』のモアイ戦艦ステージのボスとして登場。「よしこ」の口からはイオンリングではなく、モアイ型ロケット「よしお」を射出してくる。「よしお」は自機の真上、若しくは真下に来ると直角に曲がり体当たりを仕掛けてくる。FC版は容量の関係上「よしお」ではなく破壊不可能なハート型の弾を4個1列に射出してくる。動きは「よしお」と同じだが、弾と弾の間は開いており、回避が容易になっている。弱点は口ではなく目となっている。また『パロウォーズ』にもモアイ諸島首長国の首長「ヨシコ女帝7世」として登場する。
『オトメディウスG』では追加ステージのイースター島のボスキャラクター「モアイよし子」の名前で登場する。登場時のメッセージでの外見は従来通り巨大なモアイの頭部だが、対決するモアイは漆黒の本体に刺青が施されているオリジナルと異なるデザインである。設定上はイースター島の王「よし夫」を支える女王と言う設定となっており、撃墜時に正体を現した「よし子」に巻きついているのが「よし夫」と思われる。攻撃パターンは『IV』で登場した「アー＆ムー」と同じく護衛のモアイを召喚し、変色する刺青のパターンによってモアイ本体と護衛モアイの攻撃パターンが変化する。
バイキングモアイ
FC『パロディウスだ！』ステージ3の中ボスだが破壊不能。クラブ系と同じく障害物的なキャラクター。モチーフは遊具のバイキングで、アルゴリズムもそれに基付いている。自身は攻撃してこないが護衛機が現れる。
キョンシーモアイ（仮称）
『ワイワイワールド2』モアイ遺跡ステージのボスとして三体出現。外見はキョンシーに扮したモアイで、その外見に違わず跳ね回り「呪」の字を模ったイオンリングで攻撃してくる。最初は黄色いタイプが2体同時に現れ、撃破すると緑色タイプが出現。　緑色のタイプは黄色に比べスピードが速く、撃ってくるイオンリングの数も多いが、3体共全身に当たり判定があるため撃破は容易。

### モアイ戦艦
『パロディウス』シリーズに登場するキャラクターで、曰く「モアイによるモアイのための戦艦」。
外見は元ネタとなった戦艦をモチーフに、艦首、艦橋、砲台がモアイとなっている。
初出は『パロディウスだ!』ステージ5「宇宙戦艦モアイ」、モアイ戦艦そのもののステージで、元ネタは『R-TYPE』の巨大戦艦ステージ。『極上パロディウス』でも割り込みステージとして登場する。以降のシリーズでは雑魚であったり、背景であったりと扱いは小さくなっている。
PCE版『パロディウス』では容量の関係からステージそのものが削除され、換わりに収録されたおまけステージで中型雑魚として登場するが、船体上部にプロペラが追加されデザインが異なっている。
『実況おしゃべりパロディウス』では、ステージ2でのペンギンが持つ模型やPS版のアクシデントステージの背景として登場。登場ステージの障害物である大型ミサイルを発射しているのが見える。デザインはオリジナルを踏襲しているものの、船体上部のかなりの部分を垂直ミサイル発射管で占められているなどデザインが異なる。(ミサイルのサイズからして、船体も巨大と推測される)
『セクシーパロディウス』ではスペシャルステージの中型雑魚として登場、撃破するとベルを出す。
よしだ
モアイ戦艦の艦首で文字通り「顔」といえる存在、『パロディウスだ』では主砲として口から大型の「イオンリング」を高速で連射、鼻からも3方向に高速弾を撃ってくるが何れも破壊可能なのでそれほどの脅威ではない。口を破壊すると素顔が見える。FC版では破壊した「よしだ」の口が隠しステージの入り口となっている。
『極上パロディウス』では、出現時は何もしてこないが、突如笑い声と共にびっくり箱のごとく飛び出し、笑いながら上下する戦艦と共にプレイヤーを押しつぶそうとする。「よしだ」と戦艦本体はスプリングで結ばれ、そこに当たり判定があり撃破可能。
モアイ艦長
艦橋部そのもののモアイ。外見はヴェノムのように2対の目があり、口にはパイプを咥えている。また頭頂部にはレーダーがある。目からレーザー、パイプからは放物線状に超小型「イオンリング」ばら撒く。『パロディウスだ!』では単なる砲台扱いで、先述の攻撃以外は動く事はない。アンテナとパイプを破壊する事で無力化できるが破壊そのものはできない。
『極上パロディウス』ではモアイ戦艦ステージの中ボスとして登場するが、この時、手足の存在が確認できる、また飛行の為のバックパックを装備している。攻撃パターンは、画面端でのレーザー砲の連射と画面横断時のパイプからのイオンリングのばら撒き。被弾時に停止する為瞬殺が容易。『実況おしゃべりパロディウス』ではステージ2で銅像として登場。
バタバタ
モアイ戦艦ステージのみに登場する雑魚戦闘機。モアイに翼が生えたようなデザイン。

## グラディウスシリーズ以外のコナミ作品での登場例
- 『ピポルス』 - ビデオゲーム版「グラディウス」登場の翌月（1985年6月）に発売されたMSX用ソフトで、ゲーム中盤にモアイが立ち並ぶエリアがある。
- 『コナミのボクシング』 - イースター島出身という設定のモアイ・キングというボクサーが登場する。首から下は通常の人間の格好だが、頭部はモアイそのままの風貌で無表情。が、クリーンヒットをくらった瞬間だけは白目をむいて血を吐く。
- 『ツインビー』 - ファミコン版・MSX版ステージ5の敵キャラクター（地上物）として多数登場。「ミスターモアイ」という名称が付けられており、破壊するとボーナスアイテムに変化する。グラディウスより前に稼動開始していたビデオゲーム版には登場しない。
- 『Qバート』 - MSX版の敵キャラクターとして登場。1982年に米国のゴッドリーブ社が発売したビデオゲーム版を1986年にコナミが移植販売したもので、当然ビデオゲーム版にはモアイは登場しない。
- 『キングコング2 怒りのメガトンパンチ』 - 主人公の1UPアイテムとして登場する。
- 『火の鳥 鳳凰編 我王の冒険』 - 来世ステージ1の最後に右側から無数に飛んでくる。
- 『エスパードリーム』 - 敵キャラクターとしてモアイ系の敵が登場し、イオンリングなどで攻撃を行ってくる。
- 『エキサイティングビリヤード』 - 「ミスターモアイ」の名で、ハスラーの一人として登場。煙草の煙がイオンリングのようになっている。
- 『エキサイティングベースボール』- ノンプロチームの1つ、モンスターズの代打として登場。
- 『激突ペナントレース』 - コナミ関係者で構成されたチーム「DARKS」の4番バッターとして登場（グラフィックは他の選手と共通）。
- メタルギアシリーズ
  - 『メタルギア（MSX版）』- パラシュートでの落下中、背景の煉瓦ブロックの四方の片隅に小さく描かれている。
  - 『メタルギアソリッド』『メタルギアソリッド2』『メタルギアソリッド4』 - ステージ内オブジェとして。
  - 『メタルギアソリッドV グラウンド・ゼロズ』- デジャヴ・ミッションにて再現すべきシーンのひとつとして登場[3]。
- コナミワイワイワールドシリーズ
  - 『コナミワイワイワールド』 - 「モアイ・アレキサンドリア」をモアイステージで救出することにより仲間の1人として使用できる。それ以外に敵キャラクターとしても別個体が登場する。
  - 『ワイワイワールド2 SOS!!パセリ城』 - 操作できるキャラクターとしては登場しないが、8面にモアイ遺跡ステージが存在する。同じ8面の和風要塞タケヤブステージでは取ると1UPする隠しキャラとして登場。
  - 『コナミワイワイレーシング アドバンス』 - 再び使用キャラクターの1つとなっている。また、モアイのフレンドスパーク（助っ人）として『パロディウス』シリーズのよし子（ピンクの女モアイ）が登場。
- がんばれゴエモンシリーズ
  - 『がんばれゴエモン!からくり道中』 - ファミコン版で、ボーナスアイテムとして登場する。
  - 『がんばれゴエモン2』 - ラスボスであるからくり権左衛門の第1形態として武者モアイが登場する。
  - 『がんばれゴエモン外伝 きえた黄金キセル』 - チューゴクの船着き場に住む、「かわみなみ」の家を出たり入ったりするとかわみなみがモアイに変身する。
  - 『がんばれゴエモン外伝2～天下の財宝～』 - ポーサン村でハンバラカの家の隣にあるヤシの木を調べると登場し、100両が手に入る。
- 『SNATCHER』 - Joy Division にマスクとして販売されている。
- 『牌の魔術師』 - モアイが対戦相手として登場する。
- 『キューブリック』 - ステージ間のクリアデモに登場し小芝居を演じる。本作には『グラディウス』と同じフォントが使用されており、宇宙ステージの背景にはビックバイパーが飛んでいたりする。
- 『モアイくん』 - モアイが主人公として登場する。
- 『魍魎戦記MADARA』 - 「モアイ（黙亜偉）」、「コンゴウモアイ（金剛黙亜偉）」の名で、魍鬼（敵キャラクター）として登場する。
- 『究極戦隊ダダンダーン』 - ブラジルステージに敵キャラクターとして登場する。『パロだ!』『極パロ』同様BGMに『II』5面のアレンジが使われている。
- 『ワールドサッカーウイニングイレブン』 - タイトル画面でコナミコマンドを入力すると、エキシビジョンマッチで選手の顔がモアイになったコナミチームを使用できる。
- 『実況パワープロレスリング'96 マックスボルテージ』 - WWKに所属するレスラーに、モアイの様な表情の「ビッグ・ザ・モアイ」と言うリングネームの選手がいる。
- 『対戦とっかえだま』 - CPU戦最終ボスキャラクターの「白河 イースター三世」の容姿がモアイに酷似している。
- 『ポイッターズポイント』 - 戦いの舞台としてモアイステージが登場。このステージに登場するモアイは移動したり、口から爆弾を吐き出したりする。
- 『BEMANIシリーズ』 - 『beatmania GB』の収録曲「Feel the Beat! (Latin)」、『- GOTTAMIX』のOPデモ・収録曲である「HELL SCAPER」（『- 5th MIX』の同曲にも）などのムービーに登場。また、『pop'n music』シリーズではオジャマ「EXCITE」でポップくんが色の付いたモアイ型の姿になることがあるほか、ビックバイパーのアクションの一部の演出に登場する。
- 『おわらいよゐこのげえむ道 ～オヤジ探して三丁目～』 - モアイに酷似した公募キャラ「キリオ」が登場する。
- 『遊☆戯☆王オフィシャルカードゲーム』 - グラディウスシリーズのキャラクターとして「超時空戦闘機ビック・バイパー」「オプション」などとともに「イースター島のモアイ」と「モアイ迎撃砲」がカードとして登場する。
- 『ANUBIS ZONE OF THE ENDERS』 - 隠しミッション「ZORADIUS」の敵キャラとして。
- 『クイズマジックアカデミー』 - 1～3作目の美術室（ジャンル「アニメ&ゲーム」の舞台）、8作目の準決勝ステージ「遺跡」（10作目『天の学舎』の「モアイの遺跡」）にモアイのオブジェが、4・5作目およびDS版の決勝戦のステージの一つに「モアイ」が登場する。
- 『ドリームミックスTV ワールドファイターズ』 - 製作・販売はハドソン。コナミ出身のキャラクター4名全員でクリアすると隠しプレイヤーキャラクターとして使用できる。声優は増谷康紀。
- 『FORTUNE TRINITY』- 南アメリカ・オセアニアエリアの世界遺産モード（確変中）にてイースター島に行くとモアイ像の画像が登場する。（ただしキャラクターではなく実物の写真でのモアイの登場例である）
- 『武装神姫』 - 武装神姫に巨大モアイが装備できる。また、イオンリングを発射できる小型モアイも装備可能。
- 『モンスター烈伝 オレカバトル』 - 第5章（実質第6弾）にモンスターの1体として登場。クラス☆2で属性は土、種族は土族。攻撃力も素早さも低いがこのクラスにしては非常に高いHPを持ち、敵味方無差別に石化状態にする技を使う。特定条件で「古代兵器モアイ」へと進化する。
- 『ザ・警察官』 - エクストラゲームの一つである「Mowai heads vs the Police」に於いて、新宿駅東口広場ステージにて敵として登場する。プレイヤーである警察官は巨大化して応戦する。撃ち続けると赤くなっていき、ぶつかってきたりイオンリングを吐いてくるなどしてくる。
- 『筋肉番付 マッスルウォーズ21』 - マッスルエクストラモード版「モンスターボックス」において、跳び箱の代わりにモアイ像が登場する。高さは「だいたい4m」とされている。